# Gunnar Ödman
Åke Gunnar Georg Ödman, född 2 april 1934 i Åmål, död 24 april 2006 i Strömsund, var en svensk målare och skulptör.
Han var son till förvaltaren Oscar Georg Ödman och Anna Elisabeth Jansson och från 1962 gift med sjuksköterskan Aina Lorine Ödman. Han bedrev under 1950-talet akademiska studier i konst- och litteraturhistoria men övergick till sin konstnärliga verksamhet efter några år. Tillsammans med Jan Dufbäck och Jan Ewemo ställde han ut på Galerie Observatorium i Stockholm och han har ställt ut separat på bland annat Nutida konst i Uppsala och i Enköping. Han medverkade i Liljevalchs vårsalonger ett par gånger. Hans konst består av landskap utförda i olja, oljecollage samt träreliefer. Ödman är representerad vid Uppsala läns landsting och Uppsala kommun.   